# Château de Rognes
Le château de Rognes est un château situé à Rognes, dans les Bouches-du-Rhône en France. 

## Historique
Les restes du château font l’objet d’une inscription au titre des monuments historiques depuis le 25 janvier 1929.